# Contrebia Belaisca
Pour les articles homonymes, voir Contrebia.
Contrebia Belaisca est un oppidum celtibère, localisé au Cabezo de las Minas, près de Botorrita, dans la province de Saragosse. 
L'oppidum est fondé au Ve siècle av. J.-C. et se fortifie au cours du IVe siècle av. J.-C. La cité celtibère est assiégée à plusieurs reprises par les Romains entre la fin du IIIe et l'occupation romaine à la fin du IIe siècle av. J.-C. La cité est détruite en 49 av. J.-C. par Jules César, même si un noyau urbain persiste jusqu'à l'époque flavienne.
La cité est mentionnée par plusieurs auteurs grecs et romains. Les fouilles archéologiques ont permis de compléter les éléments transmis par les auteurs de l'Antiquité.

## Localisation

Localisation de Contrebia Belaisca.

La cité se situe au Cabezo de las Minas à Botorrita dans la communauté autonome d'Aragon, dans la vallée du Huerva.

## Toponymie
Le site peut être aussi nommé Contebacom Bel.
Contrebia Belaisca peut également se traduire en latin comme Conuentus Bellorum ou « une réunion des Belli ».

## Histoire
L'existence du lieu habité est témoignée, par l'archéologie, dès le Ve siècle av. J.-C., principalement dans le quartier de l'acropole.
Le système défensif semble être construit au cours du IVe siècle av. J.-C..
À la fin du IIIe siècle av. J.-C., la cité est assiégée, prise et tous ses habitants sont massacrés lors de la Première Guerre celtibère par le proconsul Tiberius Sempronius Gracchus.
En 154 av. J.-C., les Belli, peuple celtibère possédant la cité, sont à nouveau en conflit avec Rome à propos de Segeda. La paix est signée en 147 av. J.-C., ce qui permet à la ville de prospérer.
Entre la fin du IIe et le début du Ier siècle av. J.-C., la cité semble prospérer sous la domination romaine avec la production d'une quantité importante de monnaies de bronze. Un secteur de l'artisanat, un quartier d'habitation et au moins une domus sont construits à cette période. Un édifice public non identifié par les archéologues est édifié.
Lors de la guerre sertorienne, les Belli choisissent le camp de Quintus Sertorius contre le Sénat romain, même si Contrebia Belaisca n'est jamais explicitement évoquée. Pendant l'hiver 77-76 av. J.-C., l'armée de Sertorius hiverne près de la ville à Castra Aelia, puis revient dans le secteur près de Bilbilis en 75-74 av. J.-C..
La cité est totalement détruite après la victoire de Jules César sur les pompéiens à Ilerda en 49 av. J.-C.
L'acropole semble toutefois encore habitée jusqu'à l'époque flavienne à la fin du Ier siècle et au développement de Caesaraugusta. Une rue de 7,70 m de largeur découverte permet de supposer de la persistance d'un noyau urbain au début de l'époque impériale.

## Historiographie et archéologie

### Historiographie
Deux historiens grecs, Polybe au IIe siècle av. J.-C., dans ses Histoires et Appien au IIe siècle, dans son Histoire romaine évoquent tous les deux le peuple des Belli lors de la conquête romaine de la péninsule Ibérique ou lors de la guerre sertorienne. Tite-Live, historien romain du Ier-Ier siècle, mentionne à deux reprises une Contrebia dans son Ab Urbe condita libri, mais il pourrait s'agir de Contrebia Leucade. L'Itinéraire d'Antonin, puis plus tardivement l'Anonyme de Ravenne, géographe du VIIe siècle, dans son œuvre Géographie mentionne également la cité celtibère. Les découvertes réalisées permettent d'établir un plan d'une cité celtibère à l'époque de la République romaine.
Entre les décennies 1950 et 1970, les archéologues pensent que la population qui vit dans la cité est d'origine ibère en se basant sur les résultats obtenus lors des fouilles archéologiques. Après cette période, le caractère celtibère du site est avéré, même si la cité se situe à la limite des zones d'influence ibère et celtibère. Les bracelets et les pendentifs d'origine celtes découverts sur le site prouve la culture celtibère du site.

### Archéologie
Les campagnes de fouilles permettent de découvrir un important ensemble architectural sur la partie supérieure du plateau, les archéologues pensent qu'il avait une fonction politico-religieuse. Antonio Beltrán Martínez mène les premières fouilles en 1955, puis en 1984 et 1989 avec l'aide de Manuel Medrano Marqués et María Antonia Diaz Sanz mais sans stratigraphie. À partir de 2006, de nouvelles fouilles archéologiques sont dirigées par J. A. Hernández et F. J. Gutiérrez González.
Sur ce lieu, une série de plaques de bronze, les plaques de Botorrita, est découverte dans les années 1970 avec des inscriptions en celtibère et en latin. La plaque écrite en latin évoque un texte de loi et permet de garantir le nom de Contrebia Belaisca ou de Balaisca. Des pièces de monnaie sont également découvertes avec la mention kontebakom-bel. Trois plaques écrites sur du bronze et en celtibère sont découvertes par les archéologues dans la localité. 
Francisco Villar Liébana et Charles Jordán en 2001 affirment que lesdits bronzes sont une archive de justice d'une sorte de district juridique. 
|                                     |
| Bronze de Botorrita I en celtibère. |

|                                |
| Copie du texte de Botorrita I. |

|                                  |
| Bronze de Botorrita II en latin. |

|                                       |
| Bronze de Botorrita III en celtibère. |

Des fusaïoles servant de fuseau lors du filage et des pesons pour mesurer la force sont également révélés par les fouilles archéologiques. De nombreuses poteries de conservation sont découvertes dans les secteurs XII et XX.

## Description
La superficie de la cité celtibère est d'environ 20 ha. La cité s'est étendue depuis une colline appelée acropole vers la rivière Huerva située en contrebas. L'influence romaine dans la construction des rues n'est guère présente, les deux rues majeures n'étant pas parallèles.
Une muraille est construite dès le IVe siècle av. J.-C. avec un fossé et une tour.
Le point central du système défensif de la cité est l'acropole. Sur celle-ci, un bâtiment en adobe et quelques maisons sont découvertes par les archéologues mais la datation pose problème. Antonio Beltrán Martínez propose de dater l'édifice de la fin du IIIe ou du début de IIe siècle av. J.-C., Miguel Beltrán Lloris et Francisco Burillo Mozota datent l'édifice de leur côté vers la fin du IIe siècle av. J.-C., c'est-à-dire à l'époque romaine. Sa fonction reste inconnue. Le bâtiment est détruit une première fois avant d'être à réutilisé à l'époque de Jules César, puis à nouveau détruit.
Dans les secteurs XII et XX, la majorité des pièces d'habitation sont construites sur des sols de gypse surélevés qui forment des bassins nécessaires pour le travail du cuir ou la vinification.

### Domus
La villa occupe une superficie de 300 m2 avec les deux parties classiques du modèle romain : la villa rustica et la villa urbana.
La domus occupe un espace entre deux rues, ce qui lui permet un accès sur ces deux dernières. La partie centrale concerne la fonction logement et les pièces qui l'entourent sont consacrées aux activités agricoles.
Dans une des pièces extérieures,appelée  « numéro 7 » ou « moulin », d'une taille importante avec des murs composées de briques crues et un sol en terre battue comporte trois pierres de meule et une meule qui sont mis au jour par les archéologues. Un espace est également prévu pour déplacer le blé ou la farine depuis le trottoir. La pièce ne comporte pas de four à pain.
Les pièces « numéro 13 » et « numéro 14 » n'ont pas un usage qui a pu être défini par les archéologues.
La pièce « numéro 15 » qui est construite autour d'un patio de forme carrée à ciel ouvert, la « numéro 16 » dont l'usage n'a pu être défini, la « numéro 17 » fusionnée avec la « numéro 18 » sont localisées à l'ouest du complexe et ont servi pour la production agricole et elles communiquent avec une des rues par l'intermédiaire de la pièce « numéro 19 ». Onze jarres sont découvertes dans la pièce « numéros 17-18 ».
La pièce « numéro 21 » est un « hangar » qui a pu servir d'écurie ou de magasin pour une longueur d'environ 10 m. 

## Activités économiques
L'agriculture tient une place importante dans la ville de la cité en raison notamment de la présence de la domus. La taille de la pièce appelée « moulin » et la meule qui y est présent dans la domus amène à penser que des produits agricoles sont exportés vers d'autres parties du territoire romain. Il n'est pas possible de savoir si les ouvriers employés sont des esclaves ou non.
Une activité artisanale de type tissage est également attestée dans la cité et dans la région. Le travail du cuir ou la viticulture sont également présents dans certains secteurs, ce qui implique la présence d'un élevage conséquent ou de vignes dans les alentours de la cité.

## Langues et pratiques religieuses
La langue est utilisée dans la cité est celtibère, comme c'est le cas des rares noms de divinités découverts sur place.
Les informations religieuses sont rares sur la cité. Le premier bronze de Botorrita mentionne probablement des noms de divinités neito et tokoits qui peuvent être rapprochés dans l'épigraphie latine de Togae et de Togoti. Dans les langues celtes, Tong- amenant à l'action de jurer et est peut être une référence au respect des pactes. . Neito serait la divinité guerrière à caractère solaire, l'équivalent de Mars dans le panthéon romain. Tokoits pourrait être la divinité propriétaire de l'objet retrouvé.

### Découverte de textes épigraphiques
Quatre textes épigraphiques sur de grandes plaques en bronze et destinés à être consultés par le public ont été découverts sur le site. Ces quatre plaques mentionnent des données administratives et juridiques, mais également un élément rare une liste des habitants.

#### Ouvrage
- (es) Antonio Beltrán Martínez et A. Tovar, Contrebia Belaisca, Saragosse, 1982.

#### Articles généraux sur la cité
- Nathalie Barrandon, « Portrait d'une cité celtibère sous domination romaine : « Contrebia Belaisca » à Botorrita (Aragon) », Pallas, no 82,‎ 2010, p. 291-319. .
- (es) Antonio Beltrán Martínez, « Excavaciones arqueológicas en Contrebia Belaisca (Botorrita, Zaragoza), 1980 », Noticiario Arqueológico Hispánico, no 14,‎ 1982, p. 319-364.
- (es) Antonio Beltrán Martínez, María Antonia Díaz Sanz et Manuel Manuel Medrano Marqués, « El yacimento arqueológico del « Cabezo de las Minas » (Botorrita, Zaragoza) », Arquelogíca Aragonesa 1984,‎ 1986, p. 69-72.
- (es) Antonio Beltrán Martínez, María Antonia Díaz Sanz et Manuel Manuel Medrano Marqués, « Informe de la campaña de 1985 en el yacimiento arqueológico del « Cabezo de las Minas » de Botorrita (Zaragoza) », Arqueología Aragonesa 1985,‎ 1987, p. 95-99.
- (es) Antonio Beltrán Martínez, « Las excavaciones de 'Contrebia Belaisca': síntesis cronológico-cultural », Veleia,‎ 1987, p. 265-274.
- (es) Antonio Beltrán Martínez, María Antonia Díaz Sanz et Manuel Manuel Medrano Marqués, « Excaciones arqueológicas en el hábitat republicano y imperial de Contrebia Belaisca (Botorrita, Zaragoza) », BMZ,‎ 1988, p. 174-178.
- (es) Antonio Beltrán Martínez, « Contrebia Belaisca (Botorrita, Zaragoza) », dans F. Burillo, Celtíberos, Saragosse, 1988, p. 44-49.
- (es) Antonio Beltrán Martínez, María Antonia Díaz Sanz et Manuel Manuel Medrano Marqués, « Excavaciones arqueológicas en la ciudad ibérica y romana de Contrebia Belaisca (Botorrita, Zaragoza). Campaña de 1986 », Arqueología Aragonesa 1986-87,‎ 1991, p. 207-210.
- Ignacio Simón Cornago, « Note de lecture sur une brève inscription de Botorrita (Contrebia Belaisca) », Études celtiques, vol. 41,‎ 2015, p. 59-74 (lire en ligne, consulté le 14 février 2022).

#### Articles sur le centre monumental
- (es) Antonio Beltrán Martínez, « El gran edificio de adobe de Contrebia Belaisca (Botorrita). Hipótesis y estado de la cuestión », BMZ,‎ 1982, p. 95-108.
- (es) Antonio Beltrán Martínez et Miguel Beltrán Lloris, « Hipóthesis sobre la función del gran edificio de adobe de Contrebia Belaisca (Botorrita, Zaragoza) », CAN, vol. 19, no 2,‎ 1989, p. 353-560.
- (es) María Antonia Diaz Sanz et Manuel Medrano Marqués, « Reconstitución del edificio monumental de Contrebia Belaisca (Botorrita, Zaragoza) », Complutum, vol. 1,‎ 1991.

#### Articles sur les plaques de Botorrita
- (es) Antonio Beltrán Martínez, María Antonia Díaz Sanz et Manuel Manuel Medrano Marqués, « Epigrafía ibérica de Contrebia Belaisca (Botorrita, Zaragoza): inscriptiones minores », Homenaje a M. Almagro, vol. 3,‎ 1983, p. 99-107.
- (es) María Antonia Díaz Sanz et Manuel Manuel Medrano Marqués, « Primer avance sobre el gran bronce celtibérico de Contrebia Belaisca (Botorrita, Zaragoza) », Archivo Español de Arqueología, vol. 66,‎ 2018, p. 243-248 (ISSN 1988-3110).

#### Chapitres
- (es) Miguel Beltrán Lloris, « Contrebia Belaisca », dans Celtas y Vettones, Avila, 2001, p. 249-257.
- (es) Antonio Beltrán Martínez, « Las casas del poblado de Contrebia Belaisca. Planteamiento de problemas y estado de la cuestión », dans La casa urbana hispanorromana, Saragosse, 1991, p. 181-202.